# Resolució 2126 del Consell de Seguretat de les Nacions Unides
La Resolució 2126 del Consell de Seguretat de les Nacions Unides fou adoptada per unanimitat el 25 de novembre de 2013. El Consell va ampliar el mandat de la Força Provisional de Seguretat de les Nacions Unides per a Abyei (UNISFA) fins al 31 de maig de 2014. Aquest mandat incloïa la protecció de civils que corrien perill immediat.

## Observacions
A l'octubre de 2013, els habitants d'Abyei, els dinka Ngok, amb forts vincles amb el Sudan del Sud, van celebrar un plebiscit no oficial en el qual el 99,9% volia unir-se a aquest país. Els nòmades messiria, partidaris de mantenir-se dins del Sudan, va boicotejar aquest referèndum. Sudan i la comunitat internacional tampoc no han reconegut el resultat, ja que la consulta va ser contra els acords conclosos. S'ha planificat un plebiscit oficial, però ni tan sols estan d'acord sobre qui té dret a votar i qui no.

## Contingut
A l'octubre de 2013, els primers 117 efectius van arribar per enfortir el Mecanisme Conjunt de Vigilància de Fronteres de Sudan i Sudan del Sud (JBVMM). Tots dos països van fer tot el possible per fer operatiu aquest mecanisme i van ser cridats a fer-ne un bon ús per garantir la seguretat dins de la Zona de Fronteres Demarcades Segures (SDZ), inclosa la zona de 14 quilòmetres. No obstant això, es va exigir que Sudan també retirés la seva policia petroliera d'Abyei.
Mentrestant, la Unió Africana havia creat l'Equip Tècnic del Programa Fronterer (AUBP TT) per determinar el diàmetre de les SDBZ. Aquesta línia central no tenia res a veure amb la frontera oficial actual o futura entre els dos països.
El Consell va assenyalar que tots dos països necessitaven urgentment establir una administració compartida i una força policial a Abyei i resoldre el conflicte sobre la seva composició. També s'ha de reprendre el treball del Comitè mixt de seguiment d'Abyei (AJOC). Aquest comitè supervisava l'aplicació de l'acord celebrat al juny de 2011 entre Sudan i el SPLM sobre una administració temporal i la desmilitarització d'Abyei.